# امرأة جالسة (لوحة)
امرأة جالسة (بالفرنسية: La Grande Baigneuse) بريشة الفنان الفرنسي الكلاسيكي الجديد جان أوغست دومينيك إنغر من عام 1808، تصور أمرأة عارية تجلس على فراشٍ وظهرها إلى المشاهد. قام إنغر برسمها عندما كان في سن 28 عام أثناء دراسته في الأكاديمية الفرنسية في روما. اللوحة في متحف اللوفر منذ عام 1879.

## خلفية
رسم إنغر في وقت سابق لوحات عراة للإناث، ومع ذلك يُنظر إلى هذا العمل على نطاق واسع على أنه أول معالجة عظيمة للموضوع من قبله. كما هو الحال مع أعماله السابقة، يظهر النموذج من الخلف، لكن اللوحة تفتقر إلى النشاط الجنسي الصريح الذي عرفت به أعماله السابقة، وبدلاً من ذلك يصور المرأة بطبيعة ذات شهوانية هادئة ومدروسة.

## الوصف
لا يقوم الفنان بأي محاولة لخلق لوحة أسطورية أو كلاسيكية للعراة. لوحته هادئة، هادئة بشكل مريح جداً بحيث لا يوجد شيء آخر في الصورة باستثناء صندل أحمر مهمل وملاءات سرير بيضاء وستائر خلفية باهتة. في الواقع، المشهد ساكن وبسيط بشكل غير عادي، دون أي توتر. نظام الألوان رائع وصامت، على الرغم من أن المرأة تتخذ وضعية مريحة في نهاية السرير، إلا أن هناك إحساسًا واضحًا بالخفة حولها يمنعها تقريبًا من الغرق في الفراش بحيث يبدو أن جسدها يطفو بلا وزن. وصف الناقد الفني تشارلز بودلير النموذج بأنها تمتلك «شهوانية عميقة»، ومع ذلك يتم تقديمها من نواحٍ عديدة على أنه عفيفة. يظهر هذا التناقض في العديد من عناصر اللوحة. تبرز انعطاف رقبتها وانحناءات ظهرها وساقيها بسقوط الستائر الخضراء، وانتفاخ الستارة البيضاء أمامها، وثنيات الشراشف البيضاء. ومع ذلك، فإن هذه العناصر تقابلها النغمة اللطيفة التي يظهر بها جسدها الساكن.
يستعير إنغر من الرسم المهذب للفنان برونزينو، وأيضًا من أسلوب فنانه المفضل رافائيل. في ظاهر الأمر، هناك ببساطة أنثى تجلس على سرير مريح وجهت ظهرها إلى المشاهد في مشهد منزلي، بحيث يبدو أن جسد المرأة يطفو بلا وزن على نعومة الفراش، اشتهر إنغر بتضمين الستائر المزغرفة في العديد من لوحاته، مما أضاف لمسة من الصف إلى عناصر الخلفية. يميل الإعداد الرئيسي إلى أن يكون عاديًا إلى حد ما، مع وجود ميزات منتشرة حول النموذج لإضافة الاهتمام نلاحظ الزخارف الفخمة (العمامة، الستارة الخضراء، حافة غطاء السرير المزركشة)؛ الخطوط الناعمة المتعرجة لجذع المرأة؛ الضوء المنتشر، الذي يلقي بظل خفي مع مستوى الصورة الضحل نسبيًا. نلاحظ أيضًا كيف يقدم لنا إنغر مساحات كبيرة من القماش حيث لا يحدث شيء، من أجل إبطاء الإيقاع وتوجيه العين. في هذه الحالة إلى مركز الصورة.
أستعمل إنغر شكل هذه اللوحة عدة مرات في حياته؛ وبلغت ذروتها في لوحة «الحمام التركي» عام 1862 ، حيث تمثل الشخصية المركزي في المقدمة التي تعزف على المندولين.

الحمام التركي بريشة إنغر سنة 1862

## الاستقبال
على الرغم من أن اللوحة لم تلق استحسان النقاد عند عرضها لأول مرة، بعد ما يقرب من خمسين عامًا، عندما أصبحت سمعة الفنان راسخة، كتب الأخوان غونكور أن «رامبرانت نفسه كان سيحسد اللون الكهرماني لهذا الجسد الباهت»، بينما وصفها متحف اللوفر بأنها «تحفة من الخطوط المتناغمة والضوء الدقيق». 

## الرسام

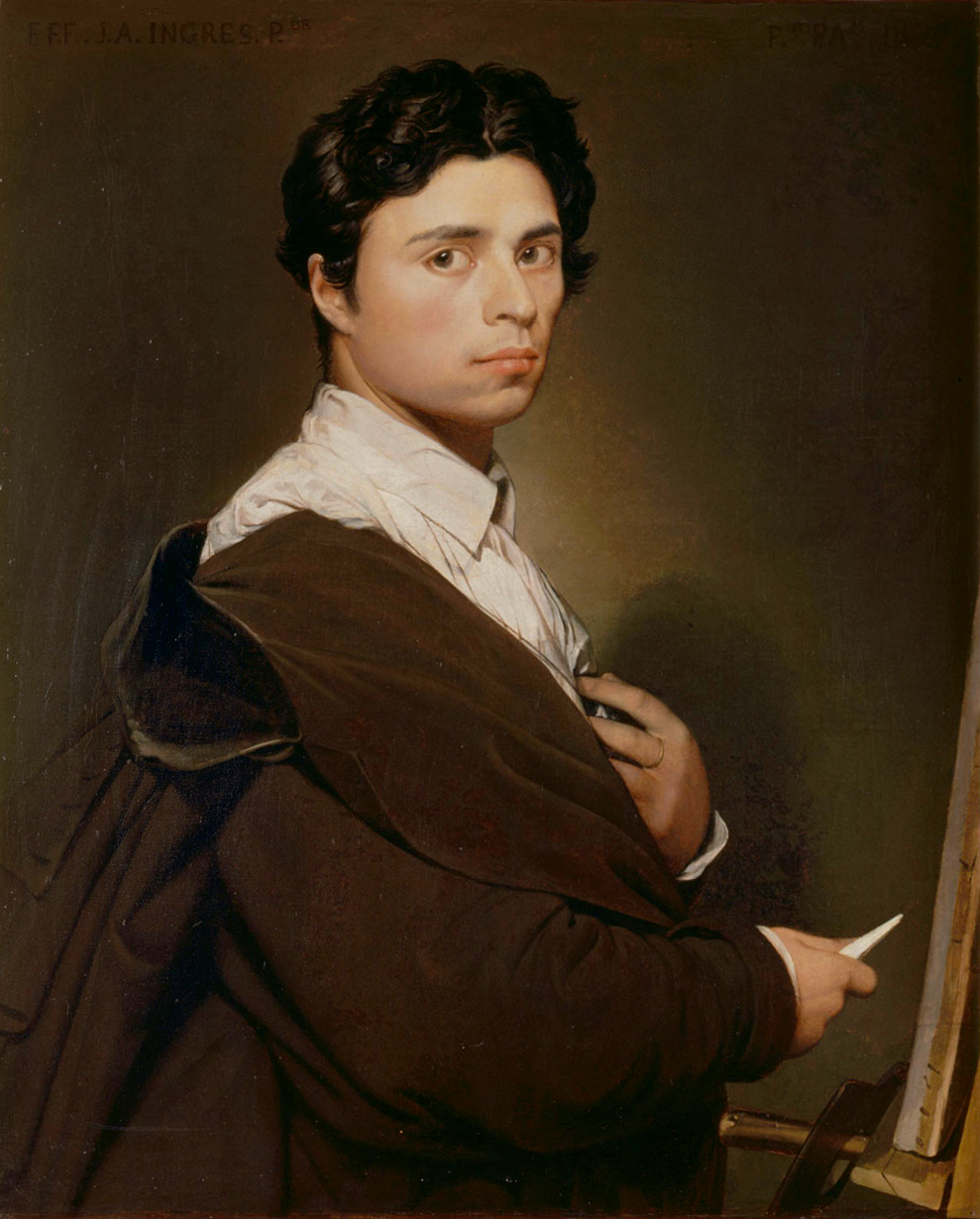
جان أوغست دومينيك آنغر

كان جان أوغست دومينيك إنجرس (29 أغسطس 1780 - 14 يناير 1867) رسامًا فرنسيًا على الطراز الكلاسيكي الحديث. تأثر إنجرس بعمق بالتقاليد الفنية السابقة وكان يتطلع إلى أن يصبح وصيًا للأرثوذكسية الأكاديمية ضد الأسلوب الرومانسي الصاعد. على الرغم من أنه اعتبر نفسه رسامًا للتاريخ وفقًا لتقليد نيكولا بوسان وجاك لويس ديفيد، إلا أن لوحاته، المرسومة والغير مرسومة على حد سواء، هي التي تم الاعتراف بها على أنها أعظم تراث له. جعلت تشويهاته التعبيرية للشكل والفضاء منه نذيرًا مهمًا للفن الحديث، مما أثر على فنانين كبار أمثال بيكاسو وماتيس وغيرهم من الحداثيين.